# Twine
Twine — безкоштовна програма із відкритим кодом для створення інтерактивної художньої літератури та гіпертекстової літератури у формі вебсторінок. Доступна для операційних систем macOS, Windows і Linux. Починаючи з версії 2.3.4 підтримує українську мову.

## Особливості
Twine вирізняється інтуїтивно зрозумілим інтерфейсом та невибагливістю до ресурсів як самого інструменту, так і згенерованих ним ігор та історій. Twine візуалізує структуру гіпертексту та не вимагає знання мови програмування, як це роблять багато інших інструментів розробки ігор.
Twine 2 — це браузерна програма, написана на HTML5 і JavaScript, також доступна як окрема настільна програма; підтримує CSS. Станом на червень 2024 року доступна версія 2.9.0.
Замість фіксованої мови сценаріїв Twine підтримує різні «формати історій». У Twine 2 формати історій поєднують стиль, семантичні правила та конвенції розмітки та описуються як «діалекти» мови Twine. Існує багато форматів історій; вони включають Harlowe (типовий формат Twine 2), SugarCube (на основі формату Twine 1), Snowman (інтегрує бібліотеки JavaScript у Twine) і Chapbook (формат «другого покоління», створений і підтримуваний Крісом Клімасом). Twine 2 також підтримує «формати вичитування», які призначені для виведення вмісту Twine різноманітними способами, щоб дозволити перевірку на екрані та вичитування помилок, а також конвертацію історій Twine в інші формати.
Частини створюваного твору (текстової гри) представлені як візуальна схема: набір пов'язаних посиланнями (стрілки на схемі) блоків-параграфів. Таке уявлення схоже на «пробкову дошку» Scrivener. Всередині блоків текст параграфів задається простою мовою розмітки, близькою до мови розмітки TiddlyWiki (або DokuWiki). Це дозволяє додавати зображення та макроси, задавати значення змінних і перевіряти умови.
Код, що генерується Twine, зберігається у вигляді однієї вебсторінки, яка може бути переглянута з будь-якого сучасного браузера локально, або поміщена на веб-сервер. Він заснований на коді першої версії вбудованого в html-сторінки персонального вікірушія TiddlyWiki і може поширюватися на умовах ліцензії BSDL. Ці ігри також містять код бібліотек, ліцензованих під Apache License та WTFPL. Всі ці ліцензії є дозвільними, тому автор гри може публікувати отримані ігри або інші гіпертекстові твори як пропрієтарне програмне забезпечення.

## Видатні твори, створені за допомогою Twine
- Rat Chaos (2012)
- Howling Dogs (2012)
- Depression Quest (2013)
- Queers in Love at the End of the World (2013)
- The Uncle Who Works for Nintendo (2014)
- The Writer Will Do Something (2015)
- The Temple of No (2016)
- Arc Symphony (2017)
- c ya laterrrr (2017)
- You Are Jeff Bezos (2018)

## У кіно
Twine використовувався письменником Чарлі Брукером для розробки інтерактивного фільму «Чорне дзеркало: Бузогриз».